# ベーメン・メーレン保護領

ベーメン・メーレン保護領
Protektorat Böhmen und Mähren (ドイツ語)
Protektorát Čechy a Morava (チェコ語)

国歌: Kde domov můj（チェコ語）
我が家何処や

(ドイツ国・大ドイツ国 - 国歌)
Das Lied der Deutschen（ドイツ語）
ドイツ人の歌（1番のみ）
 
Die Fahne hoch（ドイツ語）
旗を高く掲げよ

1942年のベーメン・メーレン保護領（緑）
黄緑はナチス・ドイツの領土

ベーメン・メーレン保護領（ベーメン・メーレンほごりょう、ドイツ語: Protektorat Böhmen und Mähren、チェコ語: Protektorát Čechy a Morava）またはボヘミア・モラヴィア保護領は、ドイツがボヘミア（独：ベーメン）とモラヴィア（独：メーレン）の主要部分に設置したチェコ人の保護領である。
ドイツ国防軍によるチェコスロバキア占領の後、プラハ城におけるアドルフ・ヒトラーの布告により、第二次世界大戦前の1939年3月15日に設置された。

## 成立

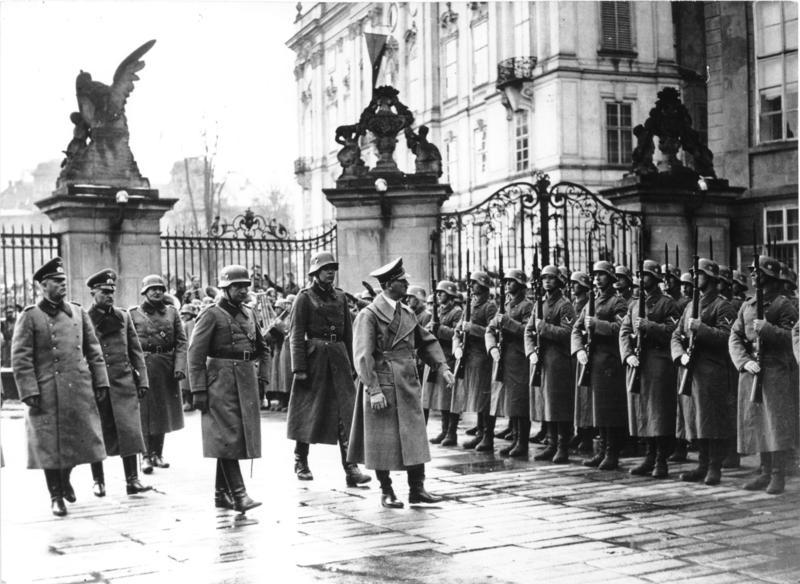
保護領設立後、プラハ城を訪問するヒトラー

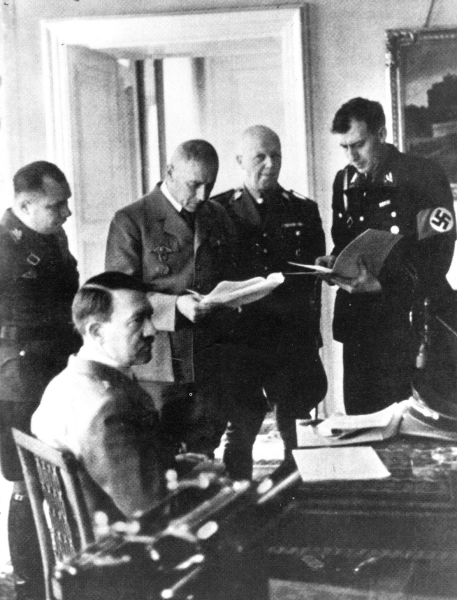
保護領の設置に関する法令に署名するアドルフ・ヒトラー、マルティン・ボルマン、ヴィルヘルム・フリック、ハンス・ハインリヒ・ラマースらナチ閣僚（1939年3月16日）

ドイツとオーストリアに隣接したチェコスロバキアの国境沿いの地方であるズデーテンラントはドイツ系住民が多く、ドイツによる領土要求の結果、1938年9月30日のミュンヘン会談によりドイツへの割譲が決定した。また、ミュンヘン会談ではハンガリー王国やポーランドもチェコスロバキアに自国との係争地域の割譲を要求したため、チェコスロバキア国内の民族運動は激化した。
5か月後、チェコスロバキア東部のスロバキアとカルパティア・ルテニアが独立を宣言し、スロバキア共和国とカルパト・ウクライナ共和国が成立した。陰でスロバキアの独立運動をあおったヒトラーは、チェコスロバキアの大統領エミール・ハーハをベルリンの総統官邸に呼び、チェコをドイツの保護下に置かねば軍事侵攻すると脅迫した。また、この保護領創設はミュンヘン協定に違反していた。ハーハは当時のドイツの圧倒的な軍事力を前に、ドイツへの併合受諾文にサインせざるを得なかった。

## 政治
法律的には、ボヘミアとモラヴィアはドイツの保護下に入ると宣言され、総督コンスタンティン・フォン・ノイラートの保護下に置かれた。エミール・ハーハは大統領の役職名で国家の法律上のトップとして残ったが、次第に実権を奪われ、ついには飾り物に過ぎなくなった。ドイツに従う少数の役人が個々の省庁に雇用されると同時に、ドイツの役人が各省庁のトップに座って行政を行った。ゲシュタポは警察権力を掌握した。ユダヤ人は市民サービスから外され、法律の適用外とされた。政党活動は禁止され、多数の共産党幹部がソビエト連邦に逃亡した。
また1939年には早くも、ドイツ国防軍がベーメン・メーレン保護領全域を担当区域とするベーメン・メーレン軍管区を設置している。

## 経済
保護領の住民は労働者として動員され、ドイツの戦争準備を助けるための特別な省庁が組織された。一般消費財の生産は制限され、戦争準備に大きく関係する工業の運営が強化された。チェコ人労働者は炭鉱、鉱山、製鉄所、軍需工場に動員された。一部の若者はドイツに送られ、ドイツの軍備生産の補充に大きく向けられた。また保護領においては配給制度が行われ、人々の生活は圧迫された。

## 歴史

### 占領初期

ベーメン・メーレン保護領の小紋章

占領後の最初の数か月、保護領総督コンスタンティン・フォン・ノイラートの方針のもと、ドイツの統治は穏やかであった。チェコの政府と政治システムはハーハにより再組織化され、通常の生活を続けることができた。ゲシュタポの活動は、主にチェコの政治家と知識階級に向いていた。しかし1939年10月28日、反ナチスのチェコ人はチェコスロバキアの独立記念の祭典を行い、占領に対しての示威行動とした。当局の弾圧により負傷者が出たが、負傷者の一人医学生ヤン・オプレタルが11月11日に死亡した。その死は学生の間に衝撃を呼び、11月15日にプラハで行われた彼の葬儀は学生による大規模な抗議デモになり、ドイツ当局との衝突に発展した。
およそ1800人の生徒と教師、一部の政治家も逮捕された。11月17日、保護領の全ての大学と短期大学は閉鎖され、9人の学生のリーダーが処刑され、数百人がドイツの強制収容所に移送された。

### ハイドリヒの統治
しかし、フォン・ノイラート総督の穏健的な統治は、ヒトラーの目にはあまりにも弱体にすぎると感じられた。1941年の秋、ヒトラーは保護領の政策を強権的なものに作り替えることを決定し、SSの最高幹部で国家保安本部長官・ラインハルト・ハイドリヒを保護領副総督に任命した。ハイドリヒはすぐさま保護領に赴任し、総督フォン・ノイラートを祭り上げて実権を掌握した。彼の権力の下で、チェコの政府は再編成され、首相アロイス・エリアーシさえも逮捕された（エリアーシはハイドリヒ暗殺後にヒトラーの命令によって処刑された）。また、チェコの文化施設は閉鎖された。さらにゲシュタポは恣意的な逮捕と処刑を行った。ユダヤ人の強制収容所への追放は組織化され、テレジーンの森に囲まれたテレージエンシュタットは、ユダヤ人の家族にとって絶滅収容所への中間駅となった。その一方で労働者階級の懐柔策をとり、食糧配給と年金支給額を増加させ、チェコで初めての雇用保険を創出させた。こうした中で1942年6月4日にハイドリヒ暗殺計画エンスラポイド作戦が実行され、ハイドリヒは負傷によって死亡した。ハイドリヒの後継者、クルト・ダリューゲ親衛隊上級大将は抗独レジスタンスの大量逮捕と処刑と、暗殺者をかくまったリディツェとレジャーキの村民虐殺を命じ、地図上から抹消した。

### 戦争後期
1943年8月、ドイツによるチェコへの統制はさらに強化された。ナチス党の古参幹部であるヴィルヘルム・フリック（ドイツ前内務大臣）が総督となり、またヒトラー内閣にベーメン・メーレン保護領担当国務相が設置され、カール・ヘルマン・フランクが就任した。約3万人のチェコ人の労働者が不足する労働力の補充のため、ドイツに送られた。保護領における戦争に関係ない産業は禁止された。何千人かのチェコ人が抵抗活動に参加したが、ほとんどのチェコ人は戦争終了前の最後の数か月まで大人しく従っていた。保護領のチェコ人にとって、ドイツの占領は酷い圧政の期間であり、独立と民主主義の記憶において非常な苦痛を伴った期間だった。
政治的迫害、あるいは強制収容所内で死亡したチェコ人は、合計で3万6千人から5万5千人に上った。ボヘミアとモラヴィアのユダヤ人はドイツ語を話し、1930年の国勢調査の時点で11万8千人いたが、1945年にはほぼいなくなった。1939年以降、大量のユダヤ人が移送され、7万人以上が殺害されたが、テレジーンに約8千人が生き残った。何千人ものユダヤ人が国外に亡命、隠れることでどうにか生き残った。
1945年の戦争末期まで保護領内の大部分は直接戦場にはならなかったが、ドイツ軍の占領下に置かれ続けた。ソ連軍が間近に迫る中でのチェコ人パルチザンの蜂起、ソ連とのプラハの戦い、5月8日のドイツ降伏により、ベーメン・メーレン保護領は消滅した。

## 保護領政府高官の戦後処理
- 初代総督ノイラートは、戦後にナチス・ドイツの主要戦犯を裁くニュルンベルク裁判の被告となり有罪となったが、後任の幹部達と比較して穏健な統治であったことが考慮され、禁錮15年の判決を受けた。
- 保護領担当国務相フランクは1945年5月9日にアメリカ軍に投降、その身柄はチェコスロヴァキアへ引き渡されて同国の法廷で死刑判決を受け、1946年5月22日に処刑された。
- 保護領総督フリックは1945年5月4日に連合軍に逮捕され、ニュルンベルク裁判で死刑判決を受け、1946年10月16日に処刑された。
- 元保護領副総督ダリューゲは副総督退任後は病気療養をしていたが、1945年5月にイギリス軍により逮捕され、その身柄はチェコスロヴァキアへ引き渡されて同国の法廷で死刑判決を受け、同年10月24日に処刑された。
- 保護領大統領ハーハは1945年5月13日に逮捕され、パンクラーツ刑務所（英語版）に収監されたが、健康状態が悪化しており、6月26日に刑務所内の病院で病死した[5]。